# 聖瑪利亞主教座堂 (泰恩河畔紐卡斯爾)
紐卡斯爾聖瑪利亞主教座堂（The Cathedral Church of St Mary）是英國的一座教堂，位於英格蘭紐卡斯爾。紐卡斯爾聖瑪利亞主教座堂是一座羅馬天主教教堂，建設於1842年至1844年之間。教堂是一座出色的哥特復興式建築，也是紐卡斯爾第五高的建築。

## 外部連結
- Official Cathedral Website （页面存档备份，存于）
- Official Diocesan Website （页面存档备份，存于）